# خریستین بندا
خریستین بندا (چکی: Christian Benda؛ زادهٔ ۱ ژانویهٔ ۲۰۰۰) رهبر ارکستر، آهنگساز و نوازندهٔ ویولن سل اهل جمهوری چک است. او که از خانواده آهنگسازان بِندا در قرن هجدهم است، در سراسر جهان به عنوان تکنواز و رهبر ارکستر موسیقی اجرا می‌کند.